# Santa Caterina da Siena (församling)
Santa Caterina da Siena är en församling i Roms stift, belägen i quartiere Appio-Latino och helgad åt den heliga Katarina av Siena (1347–1380). Församlingen upprättades den 2 juni 1971 av kardinalvikarie Angelo Dell'Acqua genom dekretet Quotidianis curis.
Till församlingen Santa Caterina da Siena hör följande kyrkobyggnader och kapell:
- Santa Caterina da Siena a Via Populonia, Via Populonia 44
- Santa Maria Mater Misericordiae a Via Latina, Via Latina 28
- Nostra Signora del Pilar, Via Latina 22 / Via Talamone

## Institutioner inom församlingen
- Sodalizio Francescano della Sacra Famiglia
- Ancelle Francescane della Sacra Famiglia (Sodalizio Francescano)
- Associazione Internazionale dei Caterinati – Gruppo Romano
- Casa generalizia della Società di Maria – Marianisti
- Seminario «Chaminade»
- Clinica “Mater Misericordiae”

## Kommunikationer
- Tunnelbanestation Ponte Lungo – Roms tunnelbana, linje